# Опоздавшие к лету
«Опозда́вшие к ле́ту» — концептуальный фантастический роман Андрея Лазарчука, который также рассматривается критиками как «гиперроман», роман-эпопея или литературный цикл в семи частях. Автором и критиками причисляется к турбореализму. В жанровом отношении — антиутопия. Основное содержание романа — сползание мира к апокалипсису в условиях, когда ни отдельный человек, ни общество в целом не в состоянии адекватно воспринимать реальность, являющуюся ареной столкновения над- и нечеловеческих сущностей, в том числе порождённых самим человечеством. Воспринимаемая реальность является лишь её частичным описанием в человеческом сознании, причём в очень малой части; значительная часть сведений, получаемых людьми, прошла через многие руки и сознательно искажена.
Цикл создавался с начала 1980-х годов и публиковался частями не по порядку в 1989—1995 годах, первое отдельное издание — в 1996 году. Завершающая часть гекталогии — «Солдаты Вавилона» — в 1995 году удостоена премии «Бронзовая улитка»; в том же году весь цикл (ещё не опубликованный целиком) был награждён премией «Белое пятно» в номинации «Крупная форма».
Рассказ «Колдун» — интродукция к циклу — в 2009 году опубликован на эстонском языке (эст. Andrei Lazartšuk. Nõid, перевод Арви Никкарева).

## Концепция цикла. Издания
Основа концепции гиперромана — представление о мироздании как манипуляции с реальностью. Хронологически и тематически семь частей выстроены линейно как отражение реальной истории человечества XX века. Сергей Переслегин отмечал, что «технологическое время» романа соответствует основным вехам реальной истории: например, Гиперборея Лазарчука пережила две мировые войны. Основное время действия цикла охватывает период от 1940-х годов до условной «современности». По мнению С. Переслегина, эти детали подчёркивают антиутопический характер романа. Поэтика А. Лазарчука напоминает реалии антиутопии Д. Оруэлла; по С. Переслегину, автор обнаружил, что оруэлловский мир способен к саморазвитию. Реальность происходящего, по В. Бабенко, подчёркивается реалистичностью изображения «вымышленной страны в полувымышленном времени». По В. Шиловскому, «в романе рассматривается реальность, её зависимость от наших ощущений и способы её изменения посредством воздействия на органы чувств человека».
Согласно В. Бабенко, «…эта книга о России, об истории России, о месте России в мире, о нас с вами, о нашем с вами месте в истории и мире, о нашей общей судьбе. Вот так, и никак не меньше. А то, что зовут нас с вами в этой книге Освальдами, Петерами, Мартами, Менандрами, Ларри, Лукасами, Амадео, Микками, Ноэлями, но, правда, Татьянами и Димами тоже… <…> Так ведь говорю вам: аллегория. Если уж так хочется, подставьте вместо Присяжни Иванова, вместо Гангнуса и Слолиша — Щека и Хорива, а вместо Альбаста — да хотя бы Москву».
Эпопея Лазарчука создавалась в 1983—1988 годах. Попытка опубликовать эпопею в Красноярском книжном издательстве закончилась неудачей, роман печатался частями в произвольном порядке в периодических изданиях и авторских сборниках, начиная с 1989 года. Первое отдельное издание в двух книгах было реализовано издательством «Азбука» в 1996 году тиражом 20 000 экземпляров. В 2001—2002 годах все части романа были выпущены издательством АСТ в трёх книгах (серия «Звёздный лабиринт»), тиражами от 10 000 до 13 000 экз. В одном томе роман целиком переиздавался в 2005 году издательствами АСТ и «Люкс», макет этого издания был подготовлен лично А. Лазарчуком; он вышел в двух вариантах серийного оформления суммарным тиражом 5000 экз. (серии «Библиотека фантастики» и «Библиотека мировой фантастики»). Данное издание может считаться наиболее аутентичным; в копирайтах заявлено послесловие В. Бабенко и фотография автора, однако в опубликованной книге их нет. В 2018 году цикл целиком был издан в серии «Мир фантастики» издательства «Азбука».

## Содержание
Эпиграф и название отсылают к хокку вымышленного японского поэта «Токагава Ори»:
Мы лежим под одной землёю,

Опоздавшие к лету,

Не успевшие к свету пробиться…
Цикл состоит из нескольких повестей и рассказов, имеющих самостоятельное содержание, но расположенных в хронологическом порядке и увязанных в общую канву, с небольшим числом фундаментальных реалий и сквозных персонажей. Вне зависимости от объёма и жанра, все структурные единицы текста именуются «частями». Увязывание всех концептуальных узлов и подробное описание картины мира даны в завершающей седьмой части — романе «Солдаты Вавилона». Сам автор вспоминал, что в первой половине 1980-х годов «надеяться на публикацию сколько-нибудь объёмной вещи не приходилось», поэтому роман изначально состоял из сюжетно законченных фрагментов и глав, которые можно было бы опубликовать порознь, что и было сделано. А. Лазарчук заявил, что нет оснований считать главы романа повестями и рассказами, текст является цельным, образуя единый и сквозной сюжет. После окончания «Моста Ватерлоо» и «Пути побеждённых» автор переписал начало романа. Старый вариант вступления образовал самостоятельный рассказ «Нигде и никогда», опубликованный намного позднее и в издание романа не включаемый.

### «Колдун»
Короткий рассказ — интродукция к циклу. Впервые опубликован в авторском сборнике «Опоздавшие к лету» 1990 года с предисловием А. и Б. Стругацких и послесловием С. Переслегина. Действие разворачивается в преддверии и во время мировой войны в деревне уезда Капери неназванной страны. Главный герой — мельник-мироед Освальд, у которого поселился бессловесный китаец Лю, возделывающий чудесный огород, напоминающий скатерть-самобранку. Со временем это вызывает подозрения у соседей, которые собираются уничтожить «колдуна» с его странным огородом. Сюрреализм происходящего подчёркивается письмами отца главного героя, который ещё до войны ушёл из дома и отправился пароходом на Таити, но дальше потерял всякую связь с реальностью. Освальду также приходится содержать юную кузину — Монику, — которая «не понимает ряда общепринятых условностей».

### «Мост Ватерлоо»
Самостоятельная повесть, написанная в 1983—1984 годах и опубликованная в 1990 году в авторском сборнике «Опоздавшие к лету». Писатель-фантаст Михаил Успенский утверждал, что Лазарчук обратился к жанру антивоенной притчи в первую очередь из-за того, что «в те времена, когда этот роман был написан, единственным шансом обмануть цензуру была „борьба за дело мира“. Но цензура не обманулась». В этой повести впервые появляется концепция Большой Машины — совокупности всех технических достижений человечества, — которая постепенно начинает навязывать ему собственные цели.
Действие разворачивается во время войны Гиперборейской державы с неназванным противником. Основа сюжета — постройка безопорного моста через каньон, этот мост имеет двойное: военное и идеолого-пропагандистское значение. По мосту можно перебросить танки и ударить в тыл противника; поскольку Гиперборея проигрывает войну, мост становится последней ставкой на победу. На стройку направлена группа военных операторов, возглавляемая чиновником Министерства пропаганды Гуннаром Мархелем, который начинает построение собственной реальности (пока только средствами кино — с помощью макетов и спецэффектов), ради которой можно довести до самоубийства инженера Юнгмана, единственного, кто способен построить мост. Причиной самоубийства стала ошибка в расчётах, из-за которой успешное строительство невозможно: идеологическая чистота препятствует использованию формул, выведенных нелояльным режиму специалистом. Операторы пытаются спасти реальность (пусть и невыносимую), тайно снимая сцены строительства, — но обречены на неуспех с самого начала. Фильм становится важнейшим элементом пропаганды, а в столице никто не желает брать на себя ответственности за изначальную бессмысленность затеи — и дезинформируют высшее руководство. После поражения в войне и развала фронта заканчивается монтаж фильма: по построенному мосту танки переходят в наступление.
Братья Стругацкие в предисловии к первопубликации отмечали, что Лазарчук 

…написал о всех войнах сразу, но в первую очередь о войнах второй половины XX века со всеми их онёрами — особенной лживостью и жестокостью, богатой идеологической оснащённостью, повышенной бессмысленностью и бездарностью.
Известный критик Василий Владимирский утверждает:

Если бы не злосчастная жанровая метка, одного «Моста Ватерлоо» хватило бы, чтоб имя Андрея Лазарчука надолго осталось в истории советской литературы. Это страшный, до печенок пробирающий роман о тёмном ужасе войны, о смрадной бездне штрафных лагерей, о военно-бюрократической Машине, перетирающей в костную пыль правых и виноватых, предателей и героев, смирившихся и несломленных. О том, что противостоять чудовищной силе бессмысленно — и все-таки необходимо, чтоб остаться человеком хотя бы в собственных глазах.
Как указывает В. Владимирский, в «Мосте Ватерлоо» присутствует влияние Ремарка, Маркеса, Кафки, Шаламова, Гашека, Василя Быкова — однако притом это произведение уникальное, штучное, ни на что не похожее, сочетающее в себе «лейтенантскую прозу» с магическим реализмом в очень точных пропорциях.

### «Аттракцион Лавьери»
Короткий рассказ, впервые опубликованный в авторском сборнике «Опоздавшие в лету» 1990 года. Действие разворачивается сразу после войны в оккупированной Гиперборейской державе. Ларри Хербер (сценический псевдоним — Лавьери) способен чувствовать опасность и направление взгляда и организовал аттракцион, в котором давал любому желающему в себя стрелять. Эта способность не могла не привлечь внимания спецслужб и политических заговорщиков.

### «Путь побеждённых»
Первая из опубликованных частей гиперромана, вышедшая в 1989 году в журнале «Металлург» (№ 7—9). Короткая повесть, действие которой разворачивается через много лет после окончания военной разрухи — в прошедшем времени упоминается «восемьдесят четвёртый» год. В это время появляются мутанты, наделённые сверхспособностями, но лишённые мотивации и воли к победе; их легко отличить внешне: во время творческого экстаза мутант начинает в буквальном смысле слова светиться. Главный герой — гениальный художник Март Траян, который на самом деле — его брат-близнец Морис, случайно выживший во время истребления мутантов («Каперский инцидент» 84-го года) и существующий по его документам. Все картины настоящего Марта созданы в соавторстве с Морисом или самим Морисом. Марту-Морису приходится скрывать свою природу, участвуя в правительственной программе по привнесению культуры в провинцию; бо́льшую часть заработанных денег он пересылает семьям уничтоженных мутантов. В провинциальном городе Март встречает прежнюю возлюбленную — Венету, когда-то с ней он расстался по приказу главы террористической организации, в которой они оба состояли. Террорист Шерхан — шеф этой организации — совместно с армейцами проводит испытания отравляющих веществ на пациентах клиники доктора Петцера; Венета выходит на контрразведчиков полковника Хаппы — при помощи полицмейстера Андриса, — и террористов удаётся обезвредить. Март вновь расстаётся с Венетой (её эвакуируют вместе с раненым в схватке Андрисом) и решает погибнуть, поскольку в любовном экстазе забыл об осторожности и проявил свою сущность мутанта — армейцы начали на него охоту. Здесь в дело вмешивается спивающийся художник-мутант Тригас, достаёт пистолет и прогоняет Марта из дома, являвшегося ему в видениях: мутанты предчувствуют свою смерть. Убегающий Март слышит выстрелы, понимает, что оставил Тригаса умирать, и ему предстоит как-то жить с этим дальше.

### «Приманка для дьявола»
Я ведь думал, что всё это — завтрашний день. Оказалось — вчерашний…
Повесть, иллюстрирующая ситуацию условной «современности». Впервые опубликована в антологии «Детективы, фантастика и многое другое…» в 1992 году. Научная разведка ведёт эксперименты с человеческим мозгом с целью создания идеального солдата, что выясняется совершенно случайно, когда обыкновенный студент Эрик начинает осознавать, что с ним происходят странные вещи. Он попал к доктору Петцеру (директор клиники из «Пути побеждённых»). На томограмме мозга ясно виден чужеродный предмет, вживлённый под черепную коробку. Оказалось, что это серьёзная военная разработка на основе исследования феномена Лавьери: имплантат, который включает некоторые участки мозга и блокирует другие, делая ненужными длительные тренировки. Существует также секретная база, на которой обычных людей превращают в биороботов. Однако Петцер привлекает спецслужбу, глава которой — полковник Хаппа — давно охотится на армейские разработки, и на этот раз всё кончается благополучно для главного героя и его подруги.

### «Жестяной бор»
Повесть впервые издана в Харькове и Донецке в 1996 году в одноимённом авторском сборнике под редакцией Д. Громова и О. Ладыженского. Действие разворачивается в 2000 году. По уровню развития мир опередил наш собственный, прежде всего — технологиями трёхмерной передачи и синтезирования информации (например, телевидение не использует людей-ведущих). Одним из важнейших видов искусства становится голографическое интерактивное действие — голо. Главный герой — полицмейстер Андрис (из «Пути побеждённых»), раненный в схватке с террористами, едет в университетский город Платибор, чтобы пройти сеанс лечения. Здесь он встречает Марину — дочь художника Траяна («Путь побеждённых») — и влюбляется в неё; в дальнейшем выясняется, что их встреча была подстроена заговорщиками. Близ города развёрнут сложный биотехногенный комплекс для регулирования биоценоза пригородного леса, который стал без ведома людей насыщать информационные сети непонятной информацией, а атмосферу Бора — феромонами, отбирая посетителей по неизвестным критериям. Вскоре среди людей, посещающих Серебряный бор, появились «эльфы» — носители общего сознания, взаимодействующего с машиной. Главные герои предполагают, что Бор был осколком будущего, случайно заброшенным в наш мир и отчаянно пытающимся выжить. Одновременно в городе готовят переворот кристальдовцы — последователи ультралевого террористического режима соседней республики Эльвер. Узнавшие обо всём армейцы вызывают тяжёлую артиллерию и уничтожают бор вместе со всеми «эльфами», одной из которых была Марина. Андрис обнаруживает, что шеф контрразведки Хаппа использовал его как «подсадную утку», и, когда полицмейстеру предлагают эвакуацию, он предпочитает остаться в городе и погибнуть.
Критик Василий Владимирский, признавая высокие литературные достоинства повести, следующим образом охарактеризовал её философско-этическую базу:
…Если у вaс депрессия, если вам кажется, что весь мир продолжает жить по инерции, если все ваши начинания гибнут в зародыше, если вы чувствуете, что совершаете непоправимую ошибку, то во всём этом общепланетарном раздрае может быть виноват кто и что угодно (тупой и злобный сверхразум-Голем, бесконечно чуждый и потому абсолютно бесчеловечный Бог, уродливaя государственная системa или спонтанно прорвавшийся в Настоящее клочок странного и жутковатого Будущего — нужное подчеркнуть, недостающее вписать), но только не вы сaми. Людям, проникшимся этой философией, остаётся одно из двух: или согласиться с предначертанным, смиренно склонившись перед Роком, либо картинно умереть, уйдя от априорной жестокости мира, в котором и по законам которого они живут. И неудивительно, что главный герой «Жестяного борa» выбирает именно этот самый простой выход — ведь иного выборa, сохраняющего хотя бы видимость человеческого достоинствa, герой Андрея Лазарчука сделать просто не мог.

### «Солдаты Вавилона»
Роман, завершающий все идейные линии цикла, занимает приблизительно треть его объёма. Впервые опубликован в Красноярске в одноимённом сборнике в 1995 году (с послесловием М. Успенского). Время действия основной сюжетной линии — через четыре года после событий повести «Жестяной бор». В контексте технологического развития мира, описанного в трёх предыдущих повестях, появляются кодоны — техногенные активные информпакеты, которые внедряются в сознание человека и перехватывают у него предварительную обработку входной информации. В результате мозг получает, возможно, совсем не ту информацию, которая воспринята зрением, слухом, осязанием. Борьбой с вредоносными кодонами занимаются специальные службы. Однако ситуация усложняется тем, что мир не является единственным, а представляет собой конструкцию из 22 уровней, названных буквами еврейского алфавита, в которых сосуществуют одни и те же люди, сознание которых не всегда способно различать эти миры. Скорее всего, это только информационные отражения, а не физические сущности. Согласно Константину Фрумкину, в романе Лазарчука достигла «своего апогея идея многослойности на почве русской литературы».
Линейный сюжет нарочито усложнён автором. Действие романа одновременно разворачивается на трёх уровнях, где действуют одни и те же герои, имеющие разное самосознание:
1. Хет (королевство Альбаст) — полуфэнтезийный мир, в котором власть над королевством захватили живые мертвецы, преобразующие людей в некую другую форму существования. Здесь протагонисты встречают постаревшую госпожу Монику из рассказа «Колдун», которая сообщает, что во время войны растения-мутанты расползлись по всему миру.
2. Заийн — наша Земля, маленький сибирский городок Ошеров, в котором, по словам одного из героев романа, происходит нечто, напоминающее конец света, описанный в Откровении Иоанна Богослова, но в масштабах одного города, отрезанного от внешнего мира (здесь за барьером материализуются страхи людей). Действие в этом пласте реальности разворачивается в 1989 году, поскольку ещё идёт Афганская война, но празднование тысячелетия крещения Руси упоминается в прошедшем времени.
3. Вав (порт Альбаст) — мир бывшей Гиперборейской империи, в котором сетевые технологии вышли из-под контроля, произошло слияние электронных сетей с биологическим информационным обменом между человеческими особями. Нечеловеческие сущности — в том числе надразум, использующий как логические элементы человеческий мозг, — ведут между собой войну, не подозревая о существовании человечества, равно как и общество не понимает сути происходящего[Прим 4]. Шеф военной научной разведки Меестерс выдвигает предположение, что человечество подошло к порогу практического всемогущества и почти догадывается о сущности происходящих в мире процессов.

Основной конфликт в романе порождается столкновением сверхсуществ — сайров и сартасов, которые среди прочего способны генерировать богов как информпакеты и видеть реальность в её настоящем виде, а вследствие этого имеют возможность изменять её. Однако им доступны не все уровни реальности: предположительно, на уровне Алеф действуют какие-то могущественные силы, которые стали источниками появления мутантов на уровнях ниже.
По мнению С. Бережного, «Солдаты Вавилона» — философский роман:
По моему глубочайшему убеждению, Лазарчук построил роман на единственной, но всеобъемлющей идее — проблеме невзаимодействия человеческой этики с законами, управляющими мирозданием. Законы эти Лазарчук сводит к глобальному философскому принципу равнозначности материи и сознания, заменяя этим постулатом ортодоксальные попытки решения основного вопроса классической философии. Такой ход даёт ему возможность совершенно по-новому взглянуть на роль информации в структуре мироздания: даже бог, с точки зрения автора, суть информационный пакет, порождённый обобщённым сознанием человечества. Такой бог практически несоотносим с современным пониманием этики, что и порождает конфликт между ним и человеком, для которого этика является одной из основ социального существования.

## Критика
По заявлению С. Бережного (в предисловии к полному изданию 1996 года), гиперроман Лазарчука был недооценен литературными критиками, не выделявшими его из общего потока фантастической литературы. Он приводил пример из внутренней рецензии «Красноярского книжного издательства», куда в 1988 году был подан на рассмотрение первый том романа. Рецензент отметил, что стиль «Опоздавших к лету» характеризуется «соединением устойчивых клишированных формул с размытостью контекста». В. Бабенко также заявил, что роман А. Лазарчука должен анализироваться в контексте русской литературы, «а не в контексте <…> выморочной терминологии, обозначаемой словом „фантастика“», и обозначаться как символическая проза.
Анализируя поэтику А. Лазарчука, С. Бережной утверждал, что она не связана ни с утопией, ни с дистопией (антиутопией). «Действие его рассказов всегда происходит между прошлым (которого нет у утопий) и будущим (которого лишены антиутопии), в том настоящем, которое никогда не станет ни беззаветно светлым, ни безнадежно мрачным». В то же время в творческом отношении А. Лазарчук, по мнению С. Бережного, зависел от братьев Стругацких, поскольку именно они стали создателями социально-психологической фантастики, смоделировав многие предельные ситуации взаимоотношений личности и социума, но не решившись двигаться дальше. Лазарчук продолжил с этого же этапа, смоделировав проблему взаимоотношений личности и реальности как таковой, причём в условиях, когда человек способен реальность произвольно менять. Помимо Стругацких, С. Бережной констатировал влияние на Лазарчука идей и стиля прозы Филипа Дика, перевод «Убика» которого опубликовал в те годы Андрей Геннадьевич.
В. Владимирский в 1996 году утверждал, что роман запоздал с публикацией примерно на десятилетие. Этот тезис был им развит в отзыве на переиздание цикла в 2005 году. Роман характеризуется как «классический» для «четвёртой волны», сконцентрировавший в себе все достоинства и все недостатки, свойственные ведущим авторам этого поколения. «Плотнейший текст, каждое слово, каждая конструкция несут мощную смысловую нагрузку — но сюжет за всем за этим просматривается с трудом. Нарочитая реалистичность характеров, подчёркнутое правдоподобие ситуаций — и, как неизбежное следствие, уклон в „чернуху“, депрессивность, отсутствие хэппи-эндов…» Похожую мысль — обыгрывая название цикла — выдвинул М. Успенский в послесловии к изданию «Моста Ватерлоо» и «Солдат Вавилона» 1995 года.
Ф. Капица и Т. Колядич в учебном пособии для филологов «Русская проза рубежа XX—XXI веков» представили эпопею как образец современной фантастической литературы и её более узких жанровых направлений, в частности турбореализма. Авторы утверждают, что к «Опоздавшим…» тематически примыкает роман «Иное небо», сюжет которого основан на допущении о завоевании Германией России. По мнению Капицы и Колядич, А. Лазарчук пародировал стиль разных направлений советской прозы 1940—1950-х годов, его «жёсткость» позволяет говорить об освоении опыта западной фантастики — это относится и к остальным произведениям Лазарчука тоже. Отдельного упоминания удостоилась концепция гиперромана, в которой история движется по закону петли, а персонажи могут попадать в параллельные варианты развития мира.

## Комментарии
1. ↑  В тексте, размещённом на официальном сайте писателя, фамилия пишется как «Токогава», у В. Бабенко — «Токугава».
2. ↑  «Освальд… перестал брать за помол деньгами, брал только зерном: меру за восемь. <…> В мае Освальд поднял цену — стал брать меру за шесть. Его ненавидели, но ничего не могли сделать»[15].
3. ↑  В романе «Солдаты Вавилона» инцидент датирован 82-м годом[20].
4. ↑  «С тех же примерно годов, с двадцатых, медленно идет процесс, который я назвал истощением образности. <…> Это почти невозможно объяснить — но мир упрощается. Из него постоянно что-то пропадает. Причём эти исчезновения немыслимо трудно заметить. То, что остаётся, тут же затягивает брешь. Понимаете, это исчезновение не предмета, а понятия. Понятия о предмете. Раз нет понятия, то и потери не чувствуешь. <…> Вот пример. Школьные сочинения тысяча девятьсот восьмого и тысяча девятьсот семьдесят восьмого, статистическая обработка. Вольная тема. Гимназисты начала века на сто человек использовали семьдесят шесть фабул, суммарный словарный запас — шестнадцать тысяч слов. Гимназисты семьдесят восьмого года — одиннадцать фабул на сто пишущих! Словарный запас — шесть тысяч пятьсот. Сочинения на темы литературных произведений… Многие пересказывали содержание, но никто не мог сказать, о чём, собственно, писал классик. И дело не только в хреновом преподавании, а просто мир упростился и многое из написанного перестало сопрягаться с реальностью. Вымирает поэзия — тот уровень связей, на котором она существует, для современного человека почти неразличим. Короче, наш мир оскудел до невозможности… и, мне кажется, поскучнел. Для описания жизни современного человека нужно совсем немного слов…»[25]